# Anton van Dyck
Sir Anton van Dyck (Anvers, 1599 - Londres, 1641) fou un pintor, dibuixant i aiguafortista flamenc d'estil barroc.
La seva obra s'emmarca dins l'estil barroc però es caracteritza per unes figures més estilitzades i elegants, més serenes, un ús de colors més càlids i el joc de contrastos. Utilitzava una paleta de colors limitada, a base de pigment blau, gris, rosa, ocre i siena. La seva obra religiosa és emocional i mística, exagerant l'expressió dels personatges per donar-hi intensitat, mentre que en els retrats intentava transmetre serenor.
Fill d'un pròsper comerciant de draps i sedes, als deu anys va entrar com a aprenent al taller d'Hendrik van Balen, un dels principals pintors de la ciutat d'Anvers. L'any 1618 va entrar al taller de Rubens i el1620 ja n'era l'ajudant principal. En aquesta època va crear el seu propi taller, on pintava quadres religiosos i retrats, i va ingressar al Gremi com a mestre.
L'any 1620 va traslladar-se uns mesos a Londres, on va treballar pel rei Jaume I, George Villiers, duc de Buckingham i el comte d'Arundel. L'octubre de 1621 va anar-se’n a Itàlia, on va treballar a Gènova durant sis anys i posteriorment, a Roma, Venècia, Pàdua, Màntua, Milà i Torí. El British Museum conserva un quadern de viatge d'aquesta època on hi apareixen molts dibuixos fets a ploma, especialment estudis de l'obra de Ticià, artista a qui admirava. L'any 1624 va ser convidat a Sicília pel virrei Manuel Filibert de Savoia, a qui va retratar. Tanmateix, va haver de retornar a Gènova l'any següent pel brot de pesta que assotava Palerm. L'any 1627 va retornar a Anvers. Allà va ser nomenat pintor de l'arxiduquessa Isabel i va retratar l'aristocràcia de Brussel·les. També va realitzar un gran nombre d'obres religioses.
Tot i el prestigi adquirit en la seva trajectòria, no va ser fins a l'any 1632 que van Dyck va acabar de consolidar el seu renom. El rei Carles I el va convidar a Londres per ser el pintor de la família real, i se li va assignar un taller a Blackfriars i habitacions al palau reial d'Eltham. També va ser distingit amb una cadena d'or. Allà també va rebre encàrrecs d'altres membres destacats de la cort, com ara els lords George Digby, William Russell, John Stuart i Bernard Stuart, i el comte de Pembroke.
Van Dyck va romandre a Londres fins a la seva mort l'any 1641. Va ser enterrat a la catedral de Saint Paul i el rei va fer erigir un monument sobre la seva tomba.
Es conserven unes 500 pintures seves, especialment retrats. Amb el temps també s'han anat recuperant part dels dibuixos i aquarel·les que utilitzava en els seus estudis de paisatge.

## Vida i obra

### Família i primers anys
Anthony van Dyck va néixer a Anvers el 22 de març de 1599 com el setè de 12 fills. Va ser batejat l'endemà a l'Onze-Lieve-Vrouwekerk (actualment la catedral d'Anvers) El seu pare era Frans van Dyck, un acomodat mercader de seda. La seva mare era Maria Cupers (o Cuypers), filla de Dirk Cupers (o Cuypers) i Catharina Conincx i la segona esposa del pare d'Anthony. Va ser batejat el 23 de març de 1599 (com a Anthonio). El seu avi dels pares, també anomenat Anthoni, havia començat la seva carrera com a pintor i havia estat registrat el 1556 com a mestre pintor al Gremi de Sant Lluc d' Anvers com a alumne de Jan Ghendrick, àlies van Cleve. El germà gran del seu avi també va ser admès com a mestre pintor al Gremi i havia estudiat amb Geert Ghendrick, Més tard s'havia convertit en un comerciant d'èxit en seda i petits articles d'escriptura. Havia comprat la casa natal d'Antoni anomenada Den Berendans (La dansa de l'ós) a la Grote Markt d'Anvers (plaça principal) el 1579. Per part de la mare d'Anthony també hi havia uns quants artistes que eren membres del Gremi.

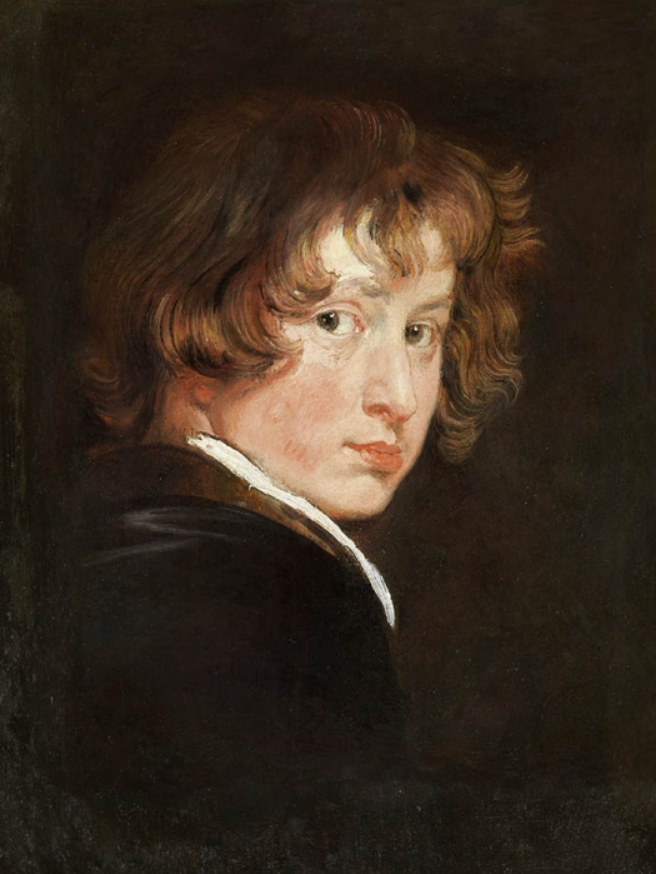
Autoretrat, 1613–14

Després del seu naixement, la seva família es va traslladar a una casa anomenada Kasteel van Rijssel (Castell de Lilla) a la Korte Nieuwstraat. La seva mare va morir quan ell només tenia 8 anys. En aquell moment, la família vivia en una casa més luxosa a la Korte Nieuwstraat anomenada Stadt van Ghent (Ciutat de Gant). El seu talent artístic es va fer evident molt aviat. Quan tenia 10 anys, va començar la seva formació formal com a pintor amb Hendrick van Balen el Vell. Van Balen va ser un pintor reeixit de petites pintures de gabinet que va tenir múltiples alumnes. No se sap quant de temps va estudiar amb van Balen, i les estimacions varien entre dos i quatre anys. Tot i que era habitual que els aprenents es quedessin al taller del seu mestre fins que es registressin formalment com a mestre al gremi local, es creu que van Dyck va deixar el taller del seu mestre el 1615 o 1616 per establir el seu taller independent abans que es convertís en un mestre. El motiu va ser que en aquell període el seu pare estava experimentant dificultats econòmiques i podia utilitzar qualsevol ajuda que pogués obtenir. Va ser durant el període que van Dyck podria haver començat a pintar la sèrie de panells de Crist i els apòstols al llarg del bust, encara que també és possible que això només va passar després del seu primer retorn d'Itàlia el 1620-21.
Als quinze anys ja era un artista molt aconseguit, com mostra el seu Autoretrat datat entre 1613 i 1614. Va ser admès al Gremi de Sant Lluc d'Anvers com a mestre lliure el dia de Sant Lluc, el 18 d'octubre de 1617.
Al cap d'uns anys es va convertir en l'assistent principal de Peter Paul Rubens, el principal mestre pintor d'Anvers i de tot el nord d'Europa. Rubens tenia un gran taller i sovint confiava en artistes subcontractats. La seva influència en el jove artista va ser immensa. Rubens es va referir a Van Dyck, de dinou anys, com el millor dels meus alumnes.

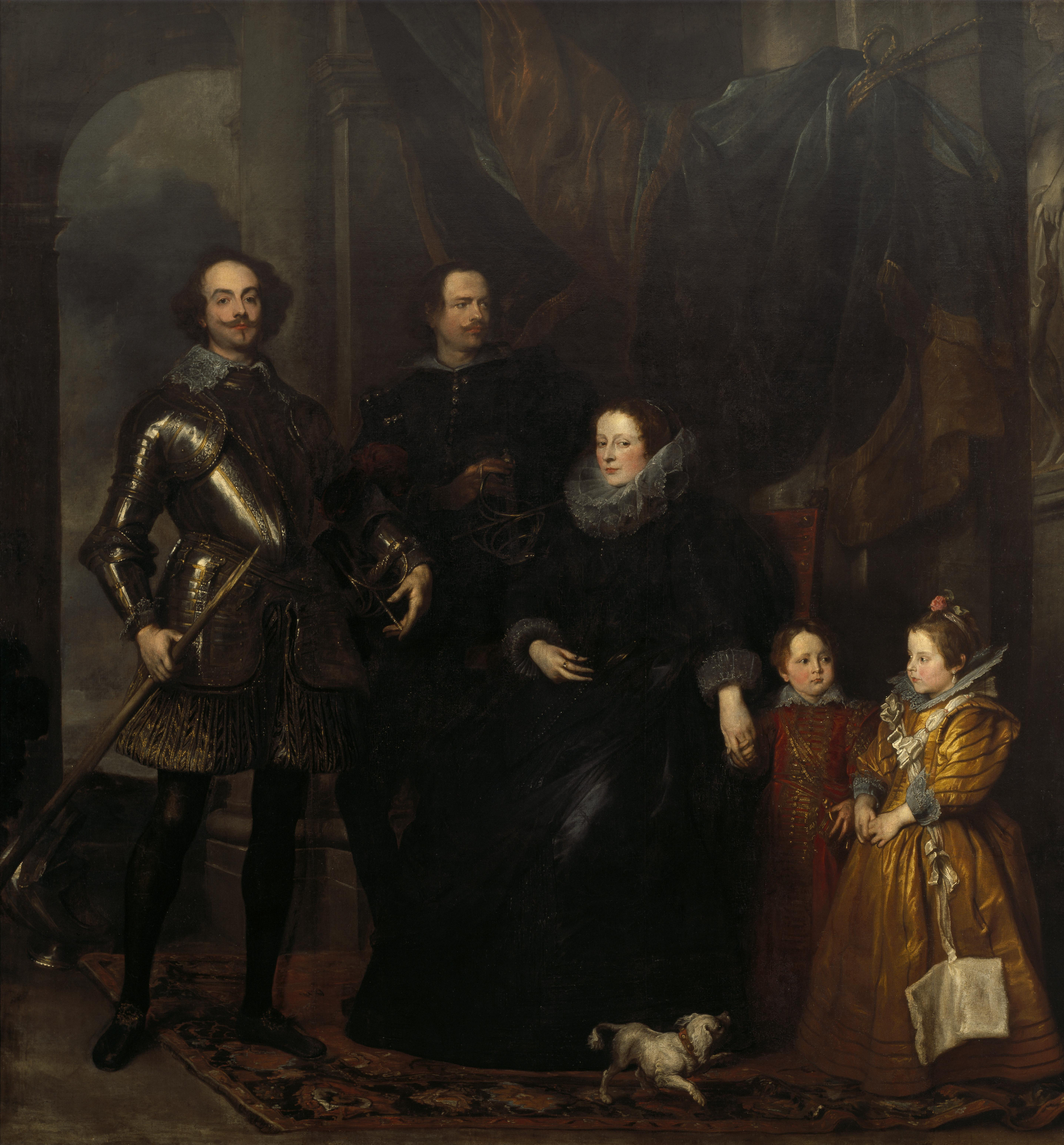
La família Lomellini, 1623

Els orígens i la naturalesa exacta de la seva relació no estan clars. S'ha especulat que van Dyck va ser un deixeble de Rubens des del 1613 aproximadament, ja que fins i tot els seus primers treballs mostren poc rastre de l'estil de van Balen, però no hi ha proves clares d'això.
Al mateix temps, el domini de Rubens a la ciutat relativament petita i en decadència d'Anvers probablement explica per què, malgrat els seus retorns periòdics a la ciutat, van Dyck va passar la major part de la seva carrera a l'estranger. L'any 1620, en el contracte de Rubens per a l'encàrrec important del sostre del Carolus Borromeuskerk, l'església dels jesuïtes d'Anvers (perduda en un incendi el 1718), van Dyck s'especifica com un dels discipelen que havia d'executar les pintures dissenys a Rubens. A diferència de van Dyck, Rubens va treballar per a la majoria de les corts d'Europa, però va evitar l'adhesió exclusiva a cap d'ells.

### Itàlia
El 1620, a instigació de George Villiers, marquès de Buckingham, van Dyck va anar a Anglaterra per primera vegada on va treballar per al rei Jaume I d'Anglaterra, rebent 100 lliures. Va ser a Londres, a la col·lecció del comte d'Arundel, on va veure per primera vegada l'obra de Tiziano, l'ús del color i la subtil modelació de la forma resultaran transformadores, oferint un nou llenguatge estilístic que enriquiria les lliçons compositives apreses de Rubens.

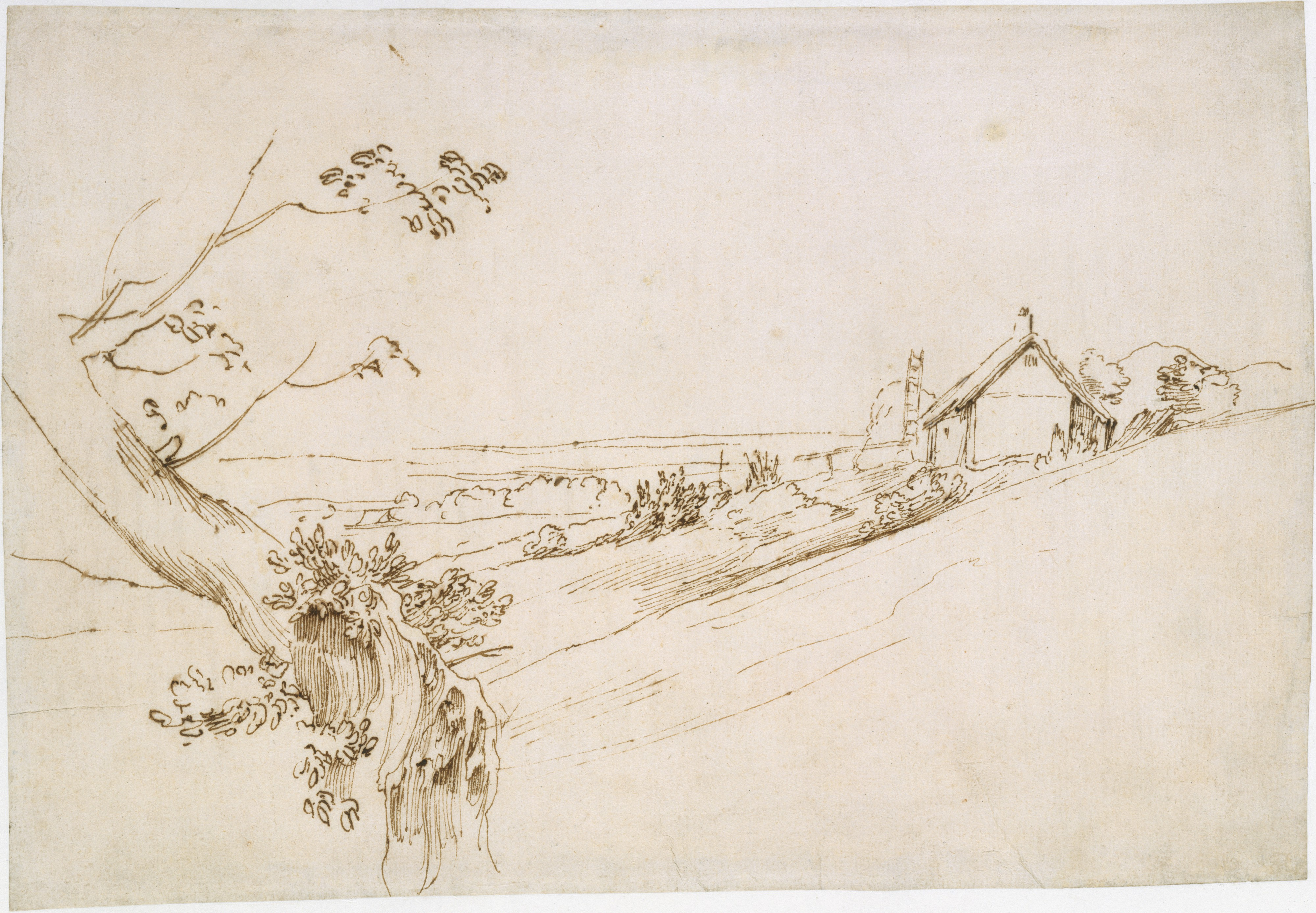
Paisatge amb un arbre retorçat i una granja, ploma i tinta marró, The Met

Va tornar a Flandes després d'uns quatre mesos, i després va marxar a finals de 1621 cap a Itàlia, on va romandre durant sis anys. Allà va estudiar els mestres italians mentre començava una exitosa carrera com a retratista. Ja es presentava com una figura de conseqüència, molestant la força bohèmia colònia d'artista del nord de Roma, diu Giovanni Pietro Bellori, en aparèixer amb la pompa de Zeuxis... el seu comportament era el d'un noble més que d'una persona corrent i brillava amb vestits rics, com que en el cercle de Rubens estava acostumat als nobles, i sent naturalment de ment elevada i ansiós de distingir-se, portava, així com de sedes, un barret amb plomes i fermalls, d'or. cadenes al pit, i anava acompanyat de criats.

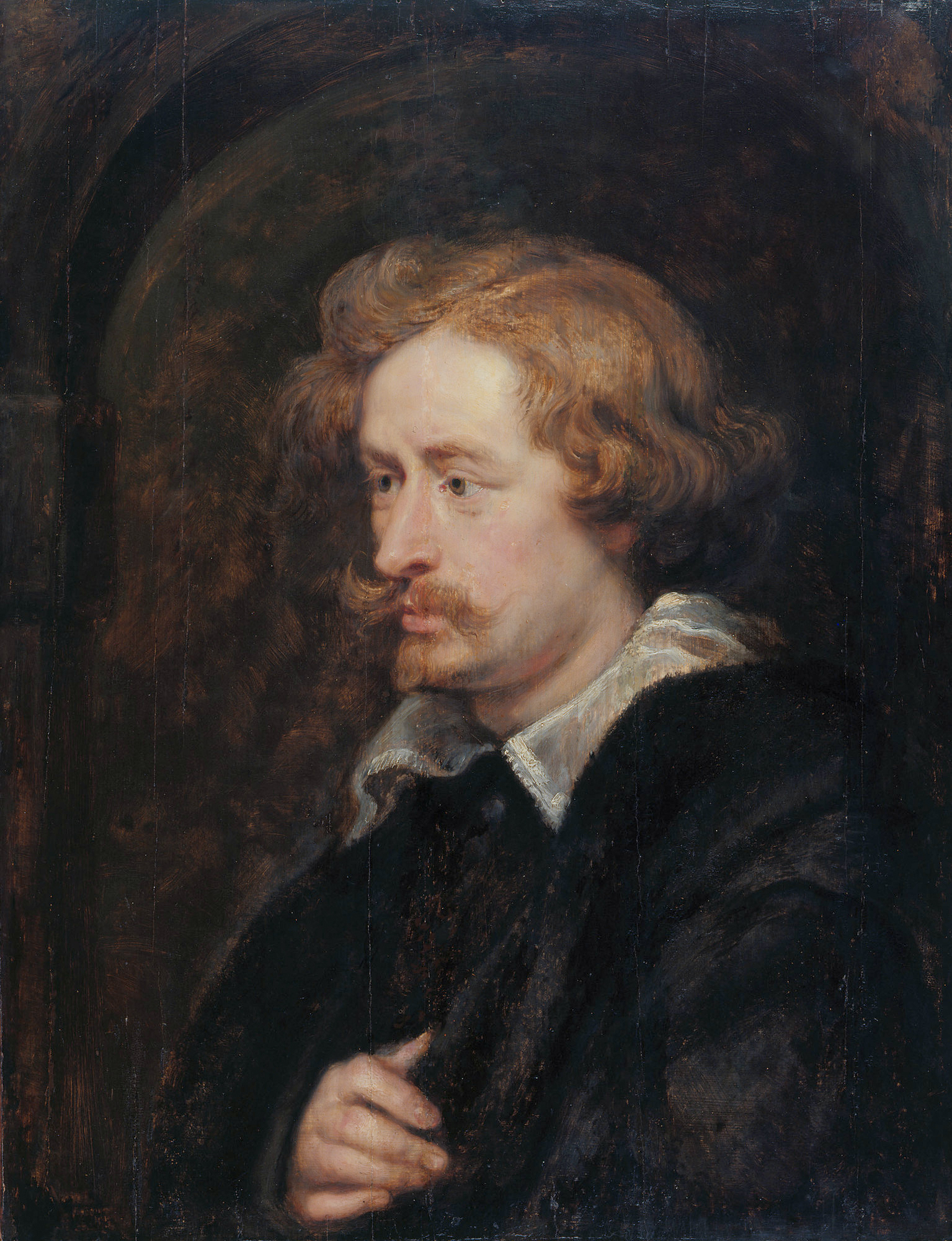
Anthony van Dyck, de Peter Paul Rubens (1627–28)

Principalment es va establir a Gènova, encara que també va viatjar molt a altres ciutats, i va romandre durant un temps a Palerm, a Sicília, on va ser posat en quarantena durant la pesta de 1624, una de les pitjors de la història de Sicília. Allà va realitzar una important sèrie de pintures de la santa Rosalia de la pesta de la ciutat. Les seves representacions d'una dona jove amb cabells ros fluixos que portava una capota franciscana i que s'acostava cap a la ciutat de Palerm en perill, es van convertir en la iconografia estàndard del sant a partir d'aquell moment i va ser extremadament influent per als pintors barrocs italians, des de Luca Giordano fins a Pietro Novelli. Les versions inclouen les de Madrid, Houston, Londres, Nova York i Palerm, així com Santa Rosalia intercedint per la ciutat de Palerm a Puerto Rico, i Coronació de Santa Rosalia a Viena. La sèrie de pintures de Santa Rosalia de Van Dyck ha estat estudiada per Gauvin Alexander Bailey i Xavier F. Salomon, tots dos comissaris o co-comisaris d'exposicions dedicades al tema de l'art italià i la pesta. El 2020, el New York Times va publicar un article sobre la pintura de Santa Rosalia del Metropolitan Museum of Art de Van Dyck en el context del virus COVID-19.
Per a l'aristocràcia genovesa, aleshores en un darrer esclat de prosperitat, va desenvolupar un estil de retrat de cos sencer, inspirant-se en Veronès i Ticià, així com en l'estil de Rubens de la seva pròpia època a Gènova, on figures extremadament altes però gracioses menyspreen el espectador amb gran arrogancia. El 1627, va tornar a Anvers on va romandre durant cinc anys, pintant retrats més afables que encara feien que els seus mecenes flamencs lluïssin el més elegant possible. Un retrat de grup a mida real de vint-i-quatre consellers de Brussel·les que va pintar per a la cambra del consell va ser destruït el 1695. Evidentment, era molt encantador amb els seus mecenes i, com Rubens, era capaç de barrejar-se amb els cercles aristocràtics i de la cort, cosa que augmentava la seva capacitat per obtenir encàrrecs. El 1630, va ser descrit com el pintor de la cort del governador dels Habsburg de Flandes, l'arxiduquessa Isabel. En aquest període també va produir moltes obres religioses, incloent grans retaules, i va començar el seu gravat.

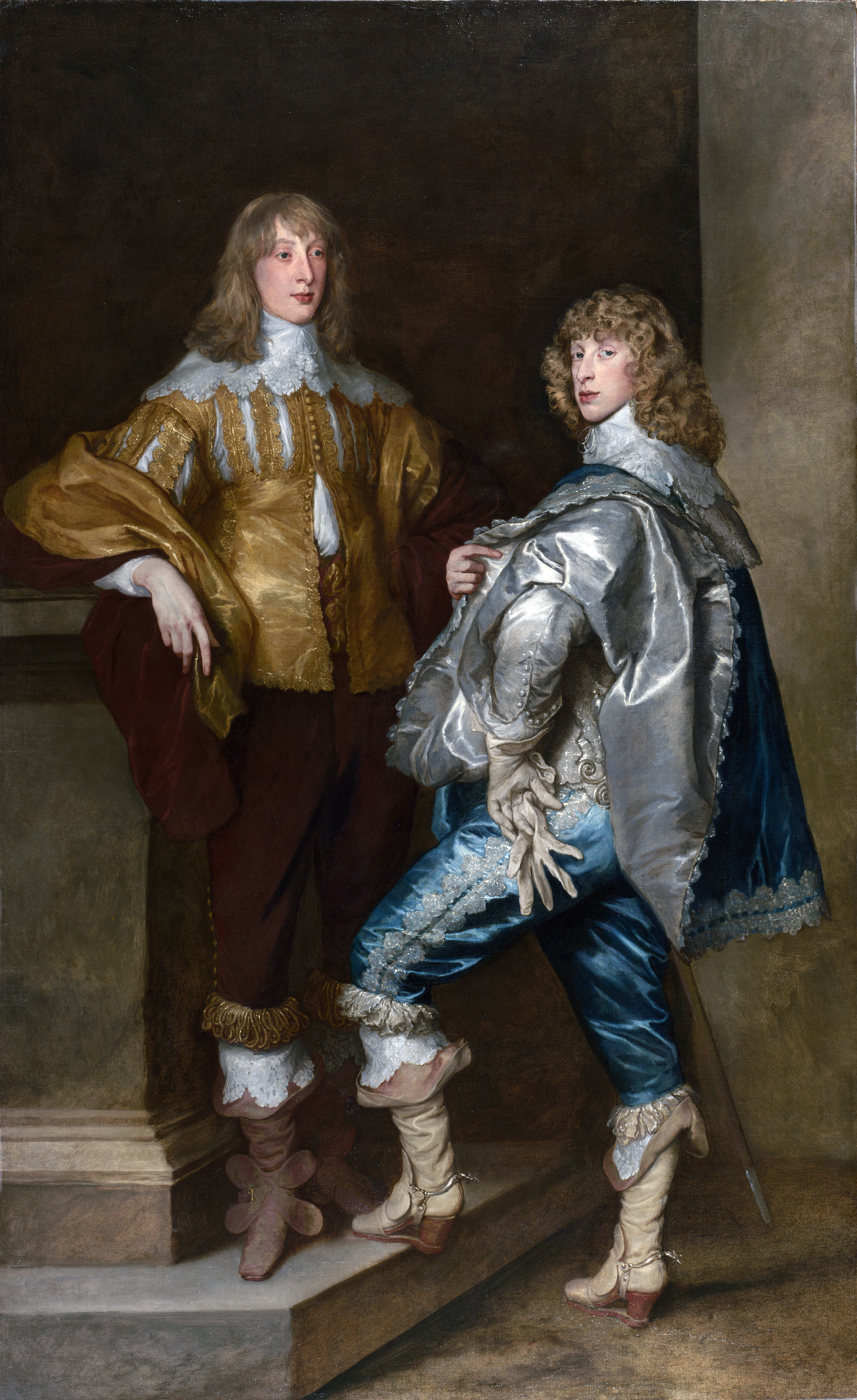
Lord John Stuart i el seu germà, Lord Bernard Stuart, c. 1638, exemplifica l'estil més íntim, però encara elegant que va desenvolupar a Anglaterra

### Londres i la mort
Van Dyck fou un dels autors més rellevants de la col·lecció d'art de Carles I d'Anglaterra. El rei Carles I va ser el col·leccionista d'art més apassionat entre els reis de la Dinastia Stuart i va veure la pintura com una forma de promoure la seva visió elevada de la monarquia. El 1628 va comprar la fabulosa col·lecció que el duc de Màntua es va veure obligat a vendre, i des de la seva adhesió el 1625 intentava portar els principals pintors estrangers a Anglaterra. El 1626, va poder persuadir Orazio Gentileschi perquè s'instal·lés a Anglaterra, i més tard se li van unir la seva filla Artemisia i alguns dels seus fills. Rubens va ser un objectiu especial, que finalment el 1630 va arribar en una missió diplomàtica, que incloïa pintura, i més tard va enviar a Carles més quadres des d'Anvers. Rubens va ser molt ben tractat durant la seva visita de nou mesos, durant la qual va ser nomenat cavaller. El retratista de la cort de Charles, Daniel Mytens, era holandès. Charles era molt baix, menys de 1,5 m d'alt, i va presentar reptes a un retratista.
Van Dyck es va mantenir en contacte amb la cort anglesa i va ajudar els agents del rei Carles a buscar pintures. Va enviar algunes de les seves pròpies obres, incloent un autoretrat (1623) amb Endymion Porter, un dels agents de Carles, el seu Rinaldo i Armida (1629), i un quadre religiós per a la reina Henrietta Maria. També havia pintat la germana de Carles, la reina Isabel de Bohèmia, a La Haia el 1632. L'abril d'aquell any, van Dyck va tornar a Londres i va ser pres sota l'ala de la cort immediatament, sent nomenat cavaller al juliol i al mateix temps rebent una pensió de 200 lliures a l'any, en la concessió de la qual va ser qualificat de principal. Paynter en ordinari a ses majestats.

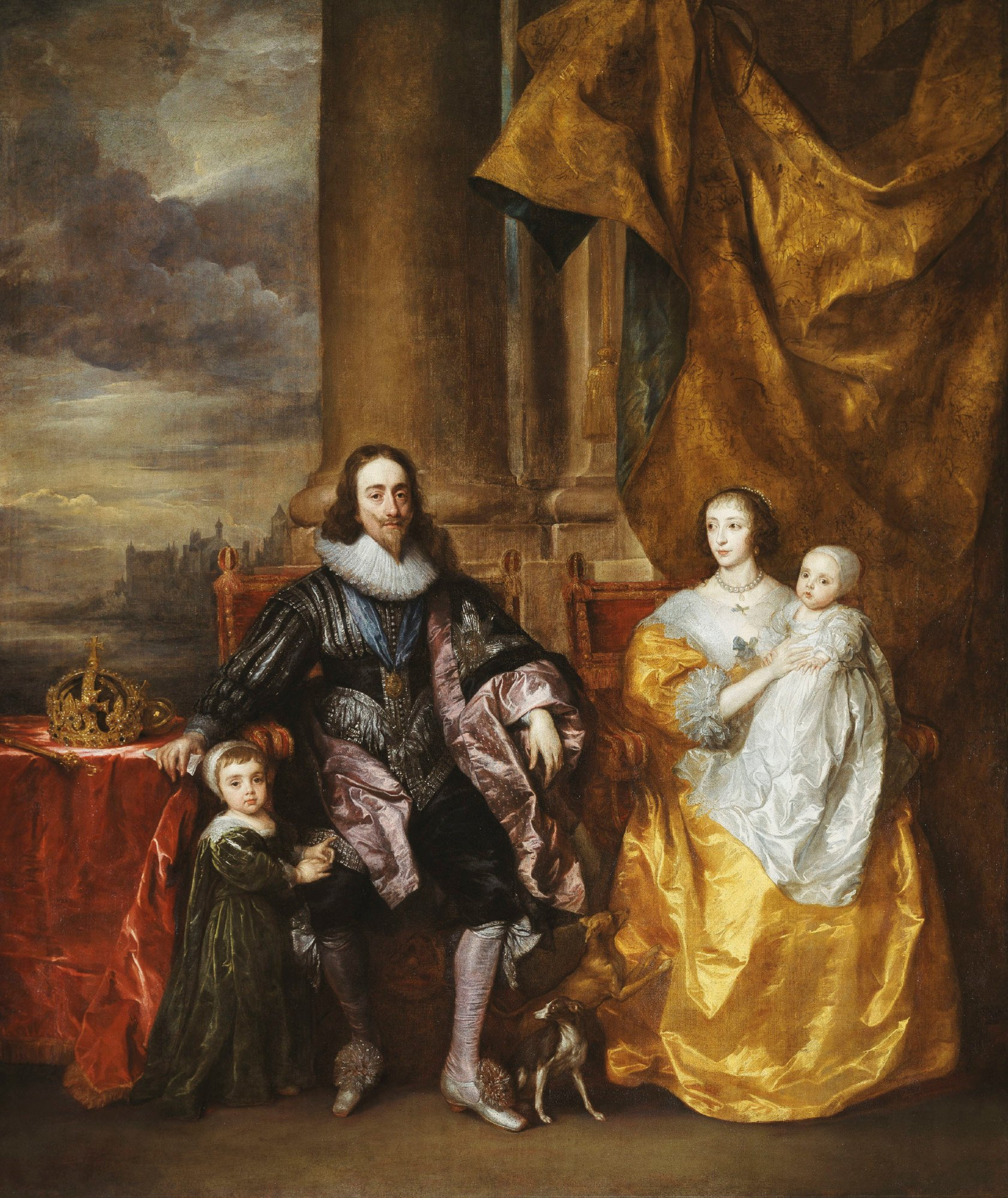
Carles I i Henrietta Maria amb els seus dos fills grans, el príncep Carles i la princesa Maria abril-agost de 1632

A més d'això, va rebre un bon pagament per les seves pintures, almenys en teoria, ja que el rei Carles no va pagar realment la seva pensió durant cinc anys i va reduir el preu de molts quadres. Se li va proporcionar una casa al riu Tàmesi a Blackfriars, aleshores als afores de la ciutat de Londres, evitant així el monopoli de la Worshipful Company of Painter-Stainers. També es va posar a la seva disposició una suite d'habitacions al palau d'Eltham, ja no utilitzada per la família reial, com a refugi rural. Aquestes residències eren gestionades per la seva parella Margaret Lemon.
El seu estudi de Blackfriars va ser visitat amb freqüència pel rei i la reina (més tard es va construir una calçada especial per facilitar-ne l'accés), que gairebé no es van asseure per a un altre pintor mentre van viure van Dyck. 
Va tenir un èxit immediat a Anglaterra, on va pintar un gran nombre de retrats del rei i la reina, així com dels seus fills. Molts retrats es van fer en diverses versions, per ser enviats com a obsequis diplomàtics o lliurats als partidaris del rei cada cop més assaltat. S'ha estimat que van Dyck en total va pintar quaranta retrats del mateix rei Carles, així com una trentena de la reina, nou del comte de Strafford i múltiples d'altres cortesans. Va pintar molts de la cort, i també ell mateix i la seva amant, Margaret Lemon.

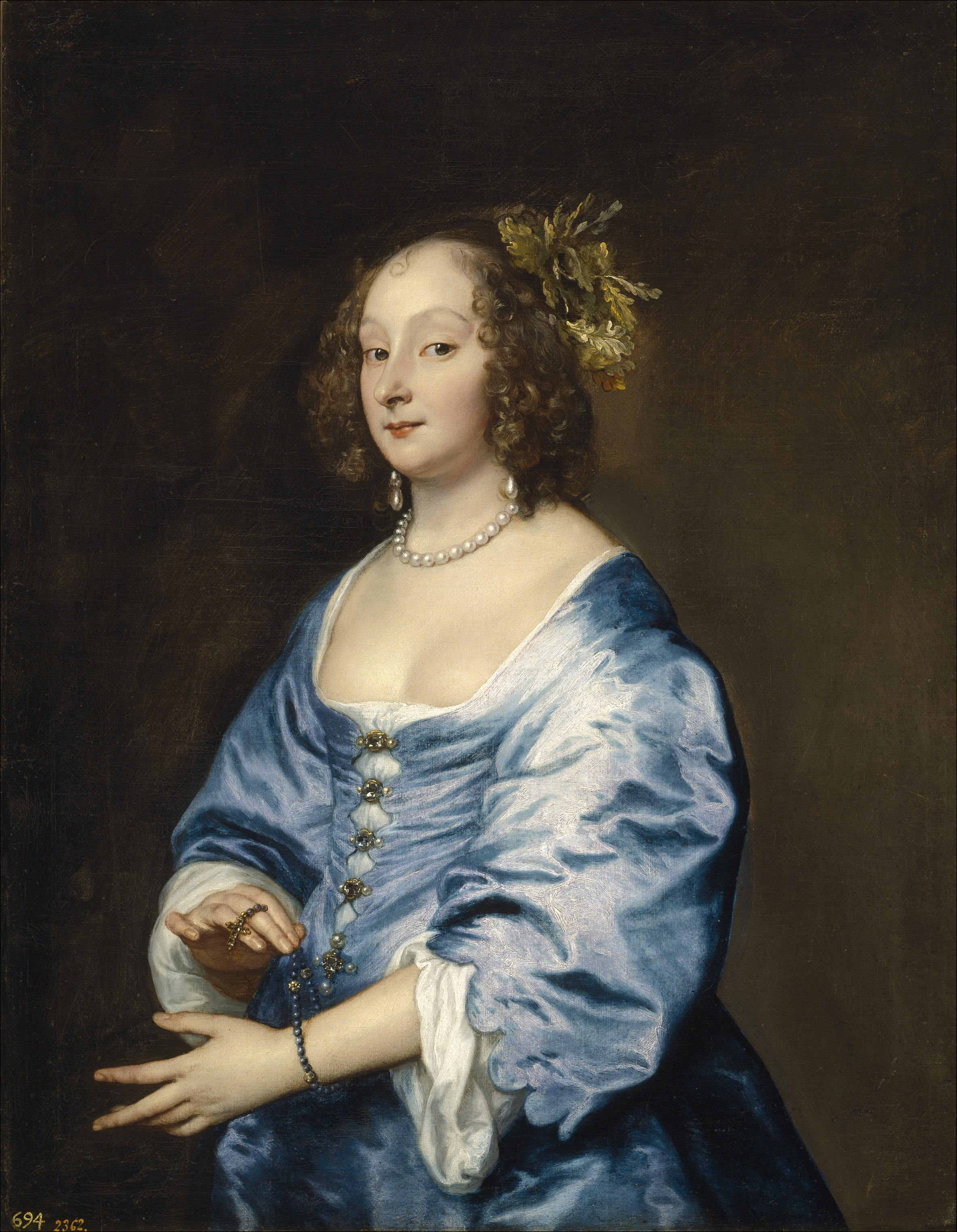
Retrat de l'esposa de van Dyck, Mary Ruthven c. 1637, Museu del Prado

A Anglaterra va desenvolupar una versió del seu estil que combinava una elegància relaxada i una facilitat amb una autoritat discreta en els seus temes que va dominar el retrat anglès fins a finals del segle xviii. Els seus retrats de Carles a cavall van actualitzar la grandesa del Retrat eqüestre de Carles V de Ticià, però encara més efectiu i original és el seu retrat de Carles descavalcat al Louvre: «Carles rep un aspecte totalment natural de sobirania instintiva, en un entorn deliberadament informal. on passeja amb tanta negligència que sembla a primera vista el cavaller de la natura més que el rei d'Anglaterra». Tot i que els seus retrats han creat la idea clàssica de l'estil i el vestit Cavalier, de fet, la majoria dels seus mecenes més importants a la noblesa, com Lord Wharton i els comtes de Bedford, Northumberland i Pembroke, van prendre el bàndol parlamentari a l'anglès. Guerra civil que va esclatar poc després de la seva mort.
El rei en consell per cartes patents va concedir a van Dyck la densitat el 1638. El 27 de febrer de 1640 es va casar amb Mary Ruthven, amb qui va tenir una filla. Mary era filla de Patrick Ruthven, qui, tot i que es va perdre el títol, s'anomenava Lord Ruthven. Va ser la dama de companyia de la reina el 1639–40; això pot haver estat instigat pel rei en un intent de mantenir-lo a Anglaterra. Havia passat la major part de 1634 a Anvers, tornant l'any següent, i el 1640–41, quan s'acostava la Guerra Civil, va passar diversos mesos a Flandes i França. El 1640 va acompanyar el príncep Joan Casimiro de Polònia després de ser alliberat de la presó francesa.
Una carta datada el 13 d'agost de 1641, de Lady Roxburghe a Anglaterra a un corresponsal a La Haia, informava que van Dyck es recuperava d'una llarga malaltia. Al novembre, l'estat de van Dyck va empitjorar, i va tornar a Anglaterra des de París, on havia anat a pintar el cardenal Richelieu. Va morir a Blackfriars, Londres, el 9 de desembre de 1641, el mateix dia del bateig de la seva filla Justiniana. Va ser enterrat l'11 de desembre, al cor de la catedral de Sant Pau. Les seves restes mortals i la seva tomba (erigida pel rei) van ser destruïdes en el Gran Incendi de Londres el 1666.